# Badminton beim Europäischen Olympischen Jugendfestival 2021
Badmintonwettbewerbe standen beim Europäischen Olympischen Jugendfestival 2022 in Banská Bystrica erstmals im Veranstaltungsplan. Es wurden vom 25. bis zum 30. Juli 2022 Sieger und Platzierte in den Einzelwettbewerben und dem Mixed der Altersklasse U17 ermittelt.

## Sieger und Platzierte
| Disziplin    | Gold                    | Silber                   | Bronze                          |
| ------------ | ----------------------- | ------------------------ | ------------------------------- |
| Herreneinzel | Salomon Thomasen        | Romeo Makboul            | Mateusz Gołaś                   |
| Herreneinzel | Salomon Thomasen        | Romeo Makboul            | Pascal Lin Cheng                |
| Dameneinzel  | Nella Nyqvist           | Ravza Bodur              | Maria Tommerup                  |
| Dameneinzel  | Nella Nyqvist           | Ravza Bodur              | Viltė Paulauskaitė              |
| Mixed        | Ravza Bodur Buğra Aktaş | Mateusz Golas Maja Janko | Salomon Thomasen Maria Tommerup |
| Mixed        | Ravza Bodur Buğra Aktaş | Mateusz Golas Maja Janko | Luis Pongratz Marie Stern       |

## Herreneinzel

### Setzliste
1. Mateusz Gołaś (Bronze)
2. Pascal Lin Cheng (Bronze)
3. Roko Pipunić (Gruppenphase)
4. Romeo Makboul (Finalist)
5. Harper Leigh (3. Runde)
6. Luis Pongratz (Viertelfinale)
7. Noah Warning (Viertelfinale)
8. Arnaud Huberty (3. Runde)

### Gruppe 1
| Datum    | Zeit  | Spieler 1        | Ergebnis | Spieler 2        | Set 1 | Set 2 | Set 3 |
| -------- | ----- | ---------------- | -------- | ---------------- | ----- | ----- | ----- |
| 25. Juli | 9:50  | Mateusz Gołaś    | 2–0      | Gjergji Pili     | 21–2  | 21–0  |       |
| 25. Juli | 10:15 | Nikolaos Kokosis | 2–0      | Giorgi Mzhavia   | 21–9  | 21–10 |       |
| 25. Juli | 14:30 | Mateusz Gołaś    | 2–0      | Giorgi Mzhavia   | 21–7  | 21–5  |       |
| 25. Juli | 14:30 | Nikolaos Kokosis | 2–0      | Gjergji Pili     | 21–8  | 21–6  |       |
| 26. Juli | 11:30 | Mateusz Gołaś    | 2–0      | Nikolaos Kokosis | 21–14 | 21–14 |       |
| 26. Juli | 11:30 | Giorgi Mzhavia   | 2–0      | Gjergji Pili     | 21–10 | 21–8  |       |

### Gruppe 2
| Datum    | Zeit  | Spieler 1        | Ergebnis | Spieler 2        | Set 1    | Set 2    | Set 3    |
| -------- | ----- | ---------------- | -------- | ---------------- | -------- | -------- | -------- |
| 25. Juli | 10:15 | Simone Piccinin  | 2–0      | Vojtěch Havlíček | 22–20    | 21–14    |          |
| 25. Juli | 10:15 | Pascal Lin Cheng | 2–0      | Keishin Rimmer   | 21–10    | 21–9     |          |
| 25. Juli | 15:00 | Pascal Lin Cheng | W/O      | Vojtěch Havlíček | 21–11    | 0–0r     |          |
| 25. Juli | 15:00 | Simone Piccinin  | 1–2      | Keishin Rimmer   | 17–21    | 21–18    | 19–21    |
| 26. Juli | 11:30 | Pascal Lin Cheng | 1–2      | Simone Piccinin  | 21–16    | 9–21     | 18–21    |
| 26. Juli | 12:00 | Vojtěch Havlíček | W/O      | Keishin Rimmer   | Walkover | Walkover | Walkover |

### Gruppe 3
| Datum    | Zeit  | Spieler 1          | Ergebnis | Spieler 2            | Set 1 | Set 2 | Set 3 |
| -------- | ----- | ------------------ | -------- | -------------------- | ----- | ----- | ----- |
| 25. Juli | 10:40 | Buğra Aktaş        | 0–2      | Ramón Rovira Gómez   | 21–23 | 19–21 |       |
| 25. Juli | 10:40 | Roko Pipunić       | 2–0      | Aleksandrs Jakovlevs | 21–10 | 21–15 |       |
| 25. Juli | 15:00 | Roko Pipunić       | 0–2      | Ramón Rovira Gómez   | 15–21 | 15–21 |       |
| 25. Juli | 15:25 | Buğra Aktaş        | 2–0      | Aleksandrs Jakovlevs | 21–11 | 21–17 |       |
| 26. Juli | 12:00 | Roko Pipunić       | 0–2      | Buğra Aktaş          | 17–21 | 18–21 |       |
| 26. Juli | 12:00 | Ramón Rovira Gómez | 2–0      | Aleksandrs Jakovlevs | 21–18 | 21–14 |       |

### Gruppe 4
| Datum    | Zeit  | Spieler 1        | Ergebnis | Spieler 2        | Set 1    | Set 2    | Set 3    |
| -------- | ----- | ---------------- | -------- | ---------------- | -------- | -------- | -------- |
| 25. Juli | 10:40 | Romeo Makboul    | 2–0      | Dylan Noble      | 21–7     | 21–10    |          |
| 25. Juli | 11:05 | Santiago Batalha | 2–0      | Andrei Schmidt   | 21–14    | 21–19    |          |
| 25. Juli | 15:25 | Romeo Makboul    | 2–0      | Andrei Schmidt   | 21–10    | 21–11    |          |
| 25. Juli | 15:25 | Santiago Batalha | 2–0      | Dylan Noble      | 21–17    | 21–18    |          |
| 26. Juli | 12:25 | Romeo Makboul    | 2–1      | Santiago Batalha | 21–7     | 20–22    | 21–8     |
| 26. Juli | 12:25 | Andrei Schmidt   | W/O      | Dylan Noble      | Walkover | Walkover | Walkover |

### Gruppe 5
| Datum    | Zeit  | Spieler 1           | Ergebnis | Spieler 2           | Set 1 | Set 2 | Set 3 |
| -------- | ----- | ------------------- | -------- | ------------------- | ----- | ----- | ----- |
| 25. Juli | 9:00  | Sarkhan Baghirov    | 0–2      | Csanád Horváth      | 10–21 | 9–21  |       |
| 25. Juli | 9:00  | Harper Leigh        | 2–0      | Uglješa Mihajlović  | 21–14 | 21–6  |       |
| 25. Juli | 13:15 | Harper Leigh        | 2–1      | Csanád Horváth      | 21–16 | 18–21 | 24–22 |
| 25. Juli | 13:40 | Ivan Tsarehorodtsev | 2–0      | Uglješa Mihajlović  | 21–12 | 21–13 |       |
| 26. Juli | 9:00  | Harper Leigh        | 0–2      | Ivan Tsarehorodtsev | 16–21 | 18–21 |       |
| 26. Juli | 9:00  | Sarkhan Baghirov    | 0–2      | Uglješa Mihajlović  | 16–21 | 19–21 |       |
| 26. Juli | 12:25 | Csanád Horváth      | 2–1      | Uglješa Mihajlović  | 16–21 | 21–8  | 21–17 |
| 26. Juli | 12:50 | Sarkhan Baghirov    | 0–2      | Ivan Tsarehorodtsev | 9–21  | 12–21 |       |
| 26. Juli | 15:50 | Harper Leigh        | 2–0      | Sarkhan Baghirov    | 21–14 | 21–17 |       |
| 26. Juli | 16:15 | Ivan Tsarehorodtsev | 2–0      | Csanád Horváth      | 21–13 | 21–13 |       |

### Gruppe 6
| Datum    | Zeit  | Spieler 1            | Ergebnis | Spieler 2            | Set 1 | Set 2 | Set 3 |
| -------- | ----- | -------------------- | -------- | -------------------- | ----- | ----- | ----- |
| 25. Juli | 9:00  | Luis Pongratz        | 2–0      | Vid Koščak           | 21–12 | 21–15 |       |
| 25. Juli | 9:25  | Salomon Thomasen     | 2–0      | Mats Duwel           | 21–9  | 21–13 |       |
| 25. Juli | 13:40 | Luis Pongratz        | 2–1      | Mats Duwel           | 21–15 | 9–21  | 21–18 |
| 25. Juli | 13:40 | Evangelos Anastasiou | 0–2      | Vid Koščak           | 13–21 | 20–22 |       |
| 26. Juli | 9:00  | Salomon Thomasen     | 2–0      | Vid Koščak           | 21–10 | 21–10 |       |
| 26. Juli | 9:25  | Luis Pongratz        | 2–0      | Evangelos Anastasiou | 21–12 | 21–10 |       |
| 26. Juli | 12:50 | Salomon Thomasen     | 2–0      | Evangelos Anastasiou | 21–6  | 21–4  |       |
| 26. Juli | 12:50 | Mats Duwel           | 2–0      | Vid Koščak           | 21–11 | 21–16 |       |
| 26. Juli | 16:15 | Luis Pongratz        | 0–2      | Salomon Thomasen     | 16–21 | 12–21 |       |
| 26. Juli | 16:15 | Evangelos Anastasiou | 0–2      | Mats Duwel           | 13–21 | 9–21  |       |

### Gruppe 7
| Datum    | Zeit  | Spieler 1          | Ergebnis | Spieler 2          | Set 1 | Set 2 | Set 3 |
| -------- | ----- | ------------------ | -------- | ------------------ | ----- | ----- | ----- |
| 25. Juli | 9:25  | Matúš Poláček      | 2–1      | Toms Sala          | 21–4  | 19–21 | 21–15 |
| 25. Juli | 9:25  | Noah Warning       | 2–1      | Domas Pakšys       | 19–21 | 21–18 | 21–18 |
| 25. Juli | 14:05 | Noah Warning       | 2–0      | Toms Sala          | 21–8  | 21–14 |       |
| 25. Juli | 14:05 | Sharon Perelshtein | 1–2      | Domas Pakšys       | 21–13 | 12–21 | 17–21 |
| 26. Juli | 9:25  | Noah Warning       | 2–0      | Sharon Perelshtein | 21–14 | 21–18 |       |
| 26. Juli | 9:25  | Matúš Poláček      | 0–2      | Domas Pakšys       | 9–21  | 20–22 |       |
| 26. Juli | 13:15 | Matúš Poláček      | 1–2      | Sharon Perelshtein | 9–21  | 21–17 | 12–21 |
| 26. Juli | 13:15 | Toms Sala          | 0–2      | Domas Pakšys       | 9–21  | 10–21 |       |
| 26. Juli | 16:40 | Noah Warning       | 2–0      | Matúš Poláček      | 21–9  | 21–9  |       |
| 26. Juli | 17:05 | Sharon Perelshtein | 2–0      | Toms Sala          | 21–15 | 21–17 |       |

### Gruppe 8
| Datum    | Zeit  | Spieler 1            | Ergebnis | Spieler 2            | Set 1 | Set 2 | Set 3 |
| -------- | ----- | -------------------- | -------- | -------------------- | ----- | ----- | ----- |
| 25. Juli | 9:50  | Nicolae Enachi       | 2–1      | Máni Berg Ellertsson | 21–23 | 21–14 | 21–14 |
| 25. Juli | 9:50  | Arnaud Huberty       | 2–0      | Manvel Harutyunyan   | 21–11 | 21–19 |       |
| 25. Juli | 14:05 | Arnaud Huberty       | 2–0      | Máni Berg Ellertsson | 21–9  | 21–8  |       |
| 25. Juli | 14:30 | Baton Haxhiu         | 0–2      | Manvel Harutyunyan   | 6–21  | 11–21 |       |
| 26. Juli | 9:50  | Arnaud Huberty       | 2–0      | Baton Haxhiu         | 21–2  | 21–3  |       |
| 26. Juli | 9:50  | Nicolae Enachi       | 2–0      | Manvel Harutyunyan   | 21–13 | 21–16 |       |
| 26. Juli | 13:15 | Máni Berg Ellertsson | 1–2      | Manvel Harutyunyan   | 18–21 | 21–13 | 16–21 |
| 26. Juli | 13:40 | Nicolae Enachi       | 2–0      | Baton Haxhiu         | 21–6  | 21–16 |       |
| 26. Juli | 16:40 | Arnaud Huberty       | 2–0      | Nicolae Enachi       | 21–13 | 26–24 |       |
| 26. Juli | 16:40 | Baton Haxhiu         | 0–2      | Máni Berg Ellertsson | 3–21  | 7–21  |       |

### Endrunde
|  | Achtelfinale | Achtelfinale        | Achtelfinale | Achtelfinale | Achtelfinale |  |  | Viertelfinale | Viertelfinale    | Viertelfinale | Viertelfinale | Viertelfinale |  |     | Halbfinale       | Halbfinale | Halbfinale | Halbfinale | Halbfinale |  |  | Finale | Finale | Finale | Finale | Finale |
|  |              |                     |              |              |              |  |  |               |                  |               |               |               |  |     |                  |            |            |            |            |  |  |        |        |        |        |        |
|  | 1-1          | Mateusz Gołaś       | 21           | 21           |              |  |  |               |                  |               |               |               |  |     |                  |            |            |            |            |  |  |        |        |        |        |        |
|  | 7-2          | Domas Pakšys        | 5            | 10           |              |  |  | 1-1           | Mateusz Gołaś    | 21            | 21            |               |  |     |                  |            |            |            |            |  |  |        |        |        |        |        |
|  | 8-1          | Arnaud Huberty      | 11           | 17           |              |  |  | 3-2           | Buğra Aktaş      | 14            | 17            |               |  |     |                  |            |            |            |            |  |  |        |        |        |        |        |
|  | 3-2          | Buğra Aktaş         | 21           | 21           |              |  |  |               |                  |               |               |               |  | 1-1 | Mateusz Gołaś    | 15         | 18         |            |            |  |  |        |        |        |        |        |
|  | 4-1          | Romeo Makboul       | 19           | 21           | 21           |  |  |               |                  |               |               |               |  | 4-1 | Romeo Makboul    | 21         | 21         |            |            |  |  |        |        |        |        |        |
|  | 2-2          | Simone Piccinin     | 21           | 10           | 8            |  |  | 4-1           | Romeo Makboul    | 21            | 20            | 21            |  |     |                  |            |            |            |            |  |  |        |        |        |        |        |
|  | 5-1          | Ivan Tsarehorodtsev | 17           | 9            |              |  |  | 6-2           | Luis Pongratz    | 18            | 22            | 15            |  |     |                  |            |            |            |            |  |  |        |        |        |        |        |
|  | 6-2          | Luis Pongratz       | 21           | 21           |              |  |  |               |                  |               |               |               |  | 4-1 | Romeo Makboul    | 21         | 21         | 15         |            |  |  |        |        |        |        |        |
|  | 8-2          | Nicolae Enachi      | 10           | 3            |              |  |  |               |                  |               |               |               |  | 6-1 | Salomon Thomasen | 19         | 23         | 21         |            |  |  |        |        |        |        |        |
|  | 6-1          | Salomon Thomasen    | 21           | 21           |              |  |  | 6-1           | Salomon Thomasen | 21            | 21            |               |  |     |                  |            |            |            |            |  |  |        |        |        |        |        |
|  | 4-2          | Santiago Batalha    | 21           | 21           |              |  |  | 4-2           | Santiago Batalha | 9             | 8             |               |  |     |                  |            |            |            |            |  |  |        |        |        |        |        |
|  | 3-1          | Ramón Rovira Gómez  | 18           | 14           |              |  |  |               |                  |               |               |               |  | 6-1 | Salomon Thomasen | 21         | 21         |            |            |  |  |        |        |        |        |        |
|  | 1-2          | Nikolas Kokosis     | 19           | 11           |              |  |  |               |                  |               |               |               |  | 2-1 | Pascal Lin Cheng | 9          | 9          |            |            |  |  |        |        |        |        |        |
|  | 7-1          | Noah Warning        | 21           | 21           |              |  |  | 7-1           | Noah Warning     | 18            | 10            |               |  |     |                  |            |            |            |            |  |  |        |        |        |        |        |
|  | 5-2          | Harper Leigh        | 22           | 19           | 19           |  |  | 2-1           | Pascal Lin Cheng | 21            | 21            |               |  |     |                  |            |            |            |            |  |  |        |        |        |        |        |
|  | 2-1          | Pascal Lin Cheng    | 20           | 21           | 21           |  |  |               |                  |               |               |               |  |     |                  |            |            |            |            |  |  |        |        |        |        |        |

## Dameneinzel

### Setzliste
1. Johanka Ivanovičová (zurückgezogen, ersetzt durch Lea Kyselicová)
2. Maja Janko (Viertelfinale)
3. Lucie Krulová (Viertelfinale)
4. Ravza Bodur (Finalist)
5. Nella Nyqvist (Sieger)
6. Jelena Buchberger (3. Runde)
7. Leila Zarrouk (Viertelfinale)
8. Petra Hart (3. Runde)

### Gruppe 1
| Datum    | Zeit  | Spieler 1          | Ergebnis | Spieler 2          | Set 1 | Set 2 | Set 3 |
| -------- | ----- | ------------------ | -------- | ------------------ | ----- | ----- | ----- |
| 25. Juli | 12:25 | Lea Kyselicová     | 1–2      | Sofia Strömvall    | 14–21 | 21–15 | 15–21 |
| 25. Juli | 12:50 | Macarena Izquierdo | 0–2      | Anja Blazina       | 10–21 | 7–21  |       |
| 25. Juli | 17:05 | Lea Kyselicová     | 0–2      | Anja Blazina       | 16–21 | 6–21  |       |
| 25. Juli | 17:05 | Macarena Izquierdo | 0–2      | Sofia Strömvall    | 13–21 | 10–21 |       |
| 26. Juli | 15:00 | Lea Kyselicová     | 0–2      | Macarena Izquierdo | 11–21 | 16–21 |       |
| 26. Juli | 15:25 | Anja Blazina       | 1–2      | Sofia Strömvall    | 19–21 | 21–13 | 18–21 |

### Gruppe 2
| Datum    | Zeit  | Spieler 1             | Ergebnis | Spieler 2             | Set 1 | Set 2 | Set 3 |
| -------- | ----- | --------------------- | -------- | --------------------- | ----- | ----- | ----- |
| 25. Juli | 12:50 | Thomai Agapi Pavlidou | 0–2      | Alina Bergelson       | 9–21  | 15–21 |       |
| 25. Juli | 12:50 | Maja Janko            | 2–1      | Mara Hafner           | 15–21 | 21–6  | 21–13 |
| 25. Juli | 17:30 | Maja Janko            | 2–0      | Alina Bergelson       | 21–14 | 21–10 |       |
| 25. Juli | 17:30 | Thomai Agapi Pavlidou | 0–2      | Mara Hafner           | 14–21 | 12–21 |       |
| 26. Juli | 15:25 | Maja Janko            | 2–0      | Thomai Agapi Pavlidou | 21–15 | 21–15 |       |
| 26. Juli | 15:25 | Alina Bergelson       | 2–0      | Mara Hafner           | 21–12 | 21–8  |       |

### Gruppe 3
| Datum    | Zeit  | Spieler 1           | Ergebnis | Spieler 2           | Set 1 | Set 2 | Set 3 |
| -------- | ----- | ------------------- | -------- | ------------------- | ----- | ----- | ----- |
| 25. Juli | 13:15 | Carolin Rauner      | 2–0      | Elisabed Zumbulidze | 21–17 | 21–14 |       |
| 25. Juli | 13:15 | Lucie Krulová       | 2–0      | Emilia Shapovalova  | 21–13 | 21–12 |       |
| 25. Juli | 17:30 | Lucie Krulová       | 2–0      | Elisabed Zumbulidze | 21–5  | 21–2  |       |
| 25. Juli | 17:45 | Carolin Rauner      | 0–2      | Emilia Shapovalova  | 19–21 | 21–23 |       |
| 26. Juli | 15:50 | Lucie Krulová       | 2–0      | Carolin Rauner      | 21–9  | 21–6  |       |
| 26. Juli | 15:50 | Elisabed Zumbulidze | 0–2      | Emilia Shapovalova  | 18–21 | 20–22 |       |

### Gruppe 4
| Datum    | Zeit  | Spieler 1      | Ergebnis | Spieler 2      | Set 1 | Set 2 | Set 3 |
| -------- | ----- | -------------- | -------- | -------------- | ----- | ----- | ----- |
| 25. Juli | 11:30 | Fjojna Janko   | 0–2      | Anna Kovalenko | 3–21  | 1–21  |       |
| 25. Juli | 11:30 | Ravza Bodur    | 2–0      | Lilja Bu       | 21–10 | 21–5  |       |
| 25. Juli | 15:50 | Ravza Bodur    | 2–1      | Anna Kovalenko | 16–21 | 21–11 | 21–12 |
| 25. Juli | 16:15 | Hajar Nuriyeva | 1–2      | Lilja Bu       | 19–21 | 21–17 | 19–21 |
| 26. Juli | 9:50  | Fjojna Janko   | 0–2      | Lilja Bu       | 1–21  | 4–21  |       |
| 26. Juli | 10:15 | Ravza Bodur    | 2–0      | Hajar Nuriyeva | 21–11 | 21–10 |       |
| 26. Juli | 13:40 | Fjojna Janko   | 0–2      | Hajar Nuriyeva | 9–21  | 3–21  |       |
| 26. Juli | 13:40 | Anna Kovalenko | 2–0      | Lilja Bu       | 21–16 | 21–11 |       |
| 26. Juli | 17:05 | Ravza Bodur    | 2–0      | Fjojna Janko   | 21–0  | 21–0  |       |
| 26. Juli | 17:05 | Hajar Nuriyeva | 0–2      | Anna Kovalenko | 17–21 | 11–21 |       |

### Gruppe 5
| Datum    | Zeit  | Spieler 1                | Ergebnis | Spieler 2                | Set 1    | Set 2    | Set 3    |
| -------- | ----- | ------------------------ | -------- | ------------------------ | -------- | -------- | -------- |
| 25. Juli | 11:05 | Paola Ginga              | 0–2      | Viltė Paulauskaitė       | 19–21    | 18–21    |          |
| 25. Juli | 11:05 | Nella Nyqvist            | 2–0      | Lusine Smbatyan          | 21–9     | 21–8     |          |
| 25. Juli | 15:50 | Nella Nyqvist            | 2–0      | Viltė Paulauskaitė       | 21–9     | 21–10    |          |
| 25. Juli | 15:50 | Maria Eleni Aristopoulou | 0–2      | Lusine Smbatyan          | 20–22    | 16–21    |          |
| 26. Juli | 10:15 | Nella Nyqvist            | W/O      | Maria Eleni Aristopoulou | Walkover | Walkover | Walkover |
| 26. Juli | 10:15 | Paola Ginga              | 0–2      | Lusine Smbatyan          | 18–21    | 19–21    |          |
| 26. Juli | 14:05 | Paola Ginga              | W/O      | Maria Eleni Aristopoulou | Walkover | Walkover | Walkover |
| 26. Juli | 14:05 | Viltė Paulauskaitė       | 2–0      | Lusine Smbatyan          | 21–19    | 21–14    |          |
| 26. Juli | 17:30 | Nella Nyqvist            | 2–0      | Paola Ginga              | 21–4     | 21–6     |          |
| 26. Juli | 17:30 | Maria Eleni Aristopoulou | W/O      | Viltė Paulauskaitė       | Walkover | Walkover | Walkover |

### Gruppe 6
| Datum    | Zeit  | Spieler 1         | Ergebnis | Spieler 2        | Set 1 | Set 2 | Set 3 |
| -------- | ----- | ----------------- | -------- | ---------------- | ----- | ----- | ----- |
| 25. Juli | 11:30 | Jelena Buchberger | 1–2      | Varsha Kumar     | 16–21 | 21–15 | 21–15 |
| 25. Juli | 12:00 | Anja Rumpold      | 2–0      | Marie Stern      | 21–9  | 21–16 |       |
| 25. Juli | 16:15 | Jelena Buchberger | 2–0      | Marie Stern      | 21–18 | 21–3  |       |
| 25. Juli | 16:15 | Michelle Shochan  | 2–1      | Varsha Kumar     | 22–20 | 22–24 | 21–15 |
| 26. Juli | 10:40 | Jelena Buchberger | 2–1      | Michelle Shochan | 18–21 | 21–18 | 21–12 |
| 26. Juli | 10:40 | Anja Rumpold      | 0–2      | Varsha Kumar     | 10–21 | 18–21 |       |
| 26. Juli | 14:05 | Marie Stern       | Ret.     | Varsha Kumar     | 8–5r  |       |       |
| 26. Juli | 14:30 | Anja Rumpold      | 0–2      | Michelle Shochan | 13–21 | 18–21 |       |
| 26. Juli | 17:30 | Jelena Buchberger | 2–0      | Anja Rumpold     | 21–14 | 21–18 |       |
| 26. Juli | 17:45 | Michelle Shochan  | 2–0      | Marie Stern      | 23–21 | 21–18 |       |

### Gruppe 7
| Datum    | Zeit  | Spieler 1     | Ergebnis | Spieler 2    | Set 1 | Set 2 | Set 3 |
| -------- | ----- | ------------- | -------- | ------------ | ----- | ----- | ----- |
| 25. Juli | 12:00 | Masa Aleksic  | 0–2      | Elza Zitane  | 16–21 | 10–21 |       |
| 25. Juli | 12:00 | Leila Zarrouk | 2–0      | Flora Wang   | 21–12 | 21–14 |       |
| 25. Juli | 16:40 | Leila Zarrouk | 2–0      | Elza Zitane  | 21–7  | 21–7  |       |
| 25. Juli | 16:40 | Amber Boonen  | 0–2      | Flora Wang   | 6–21  | 20–22 |       |
| 26. Juli | 10:40 | Masa Aleksic  | 0–2      | Flora Wang   | 8–21  | 8–21  |       |
| 26. Juli | 11:05 | Leila Zarrouk | 2–0      | Amber Boonen | 21–8  | 21–16 |       |
| 26. Juli | 14:30 | Masa Aleksic  | 0–2      | Amber Boonen | 7–21  | 8–21  |       |
| 26. Juli | 14:30 | Elza Zitane   | 0–2      | Flora Wang   | 3–21  | 4–21  |       |
| 26. Juli | 17:45 | Leila Zarrouk | 2–0      | Masa Aleksic | 21–9  | 21–5  |       |
| 26. Juli | 17:45 | Amber Boonen  | 2–0      | Elza Zitane  | 21–5  | 21–7  |       |

### Gruppe 8
| Datum    | Zeit  | Spieler 1             | Ergebnis | Spieler 2             | Set 1 | Set 2 | Set 3 |
| -------- | ----- | --------------------- | -------- | --------------------- | ----- | ----- | ----- |
| 25. Juli | 12:25 | Maria Tommerup        | 2–0      | Francisca Vasconcelos | 21–9  | 21–13 |       |
| 25. Juli | 12:25 | Petra Hart            | 2–0      | Fijona Mustafa        | 21–2  | 21–2  |       |
| 25. Juli | 16:40 | Petra Hart            | 2–0      | Francisca Vasconcelos | 21–14 | 21–17 |       |
| 25. Juli | 17:05 | Katja Ellingsen       | 2–0      | Fijona Mustafa        | 21–2  | 21–4  |       |
| 26. Juli | 11:05 | Petra Hart            | 2–0      | Katja Ellingsen       | 21–17 | 21–18 |       |
| 26. Juli | 11:05 | Maria Tommerup        | 2–0      | Fijona Mustafa        | 21–1  | 21–5  |       |
| 26. Juli | 15:00 | Maria Tommerup        | 2–0      | Katja Ellingsen       | 21–7  | 21–9  |       |
| 26. Juli | 15:00 | Francisca Vasconcelos | 2–0      | Fijona Mustafa        | 21–4  | 21–4  |       |
| 26. Juli | 18:00 | Petra Hart            | 0–2      | Maria Tommerup        | 18–21 | 14–21 |       |
| 26. Juli | 18:00 | Katja Ellingsen       | 2–0      | Francisca Vasconcelos | 21–18 | 21–19 |       |

### Endrunde
|  | Achtelfinale | Achtelfinale       | Achtelfinale | Achtelfinale | Achtelfinale |  |  | Viertelfinale | Viertelfinale      | Viertelfinale | Viertelfinale | Viertelfinale |  |     | Halbfinale         | Halbfinale | Halbfinale | Halbfinale | Halbfinale |  |  | Finale | Finale | Finale | Finale | Finale |
|  |              |                    |              |              |              |  |  |               |                    |               |               |               |  |     |                    |            |            |            |            |  |  |        |        |        |        |        |
|  | 1-1          | Sofia Strömvall    | 18           | 21           | 21           |  |  |               |                    |               |               |               |  |     |                    |            |            |            |            |  |  |        |        |        |        |        |
|  | 6-2          | Michelle Shochan   | 21           | 19           | 13           |  |  | 1-1           | Sofia Strömvall    | 16            | 13            |               |  |     |                    |            |            |            |            |  |  |        |        |        |        |        |
|  | 8-1          | Maria Tommerup     | 21           | 21           |              |  |  | 8-1           | Maria Tommerup     | 21            | 21            |               |  |     |                    |            |            |            |            |  |  |        |        |        |        |        |
|  | 7-2          | Flora Wang         | 12           | 13           |              |  |  |               |                    |               |               |               |  | 8-1 | Maria Tommerup     | 14         | 11         |            |            |  |  |        |        |        |        |        |
|  | 3-1          | Lucie Krulová      | 21           | 16           | 21           |  |  |               |                    |               |               |               |  | 5-1 | Nella Nyqvist      | 21         | 21         |            |            |  |  |        |        |        |        |        |
|  | 4-2          | Anna Kovalenko     | 9            | 21           | 16           |  |  | 3-1           | Lucie Krulová      | 13            | 21            |               |  |     |                    |            |            |            |            |  |  |        |        |        |        |        |
|  | 5-1          | Nella Nyqvist      | 21           | 21           |              |  |  | 5-1           | Nella Nyqvist      | 21            | 23            |               |  |     |                    |            |            |            |            |  |  |        |        |        |        |        |
|  | 2-2          | Alina Bergelson    | 13           | 16           |              |  |  |               |                    |               |               |               |  | 5-1 | Nella Nyqvist      | 20         | 21         | 21         |            |  |  |        |        |        |        |        |
|  | 8-2          | Petra Hart         | 21           | 17           |              |  |  |               |                    |               |               |               |  | 4-1 | Ravza Bodur        | 22         | 16         | 14         |            |  |  |        |        |        |        |        |
|  | 7-1          | Leila Zarrouk      | 23           | 21           |              |  |  | 7-1           | Leila Zarrouk      | 12            | 11            |               |  |     |                    |            |            |            |            |  |  |        |        |        |        |        |
|  | 1-2          | Anja Blazina       | 18           | 15           |              |  |  | 4-1           | Ravza Bodur        | 21            | 21            |               |  |     |                    |            |            |            |            |  |  |        |        |        |        |        |
|  | 4-1          | Ravza Bodur        | 21           | 21           |              |  |  |               |                    |               |               |               |  | 4-1 | Ravza Bodur        | 21         | 21         |            |            |  |  |        |        |        |        |        |
|  | 5-2          | Viltė Paulauskaitė | 21           | 21           |              |  |  |               |                    |               |               |               |  | 5-2 | Viltė Paulauskaitė | 8          | 13         |            |            |  |  |        |        |        |        |        |
|  | 6-1          | Jelena Buchberger  | 19           | 17           |              |  |  | 5-2           | Viltė Paulauskaitė | 16            | 25            | 21            |  |     |                    |            |            |            |            |  |  |        |        |        |        |        |
|  | 3-2          | Emilia Shapovalova | 15           | 18           |              |  |  | 2-1           | Maja Janko         | 21            | 23            | 19            |  |     |                    |            |            |            |            |  |  |        |        |        |        |        |
|  | 2-1          | Maja Janko         | 21           | 21           |              |  |  |               |                    |               |               |               |  |     |                    |            |            |            |            |  |  |        |        |        |        |        |